# Іван-Діонізій Оришкевич
Отець Іван-Діонізій Оришкевич (9 жовтня 1906, Олесько, нині Буський район Львівської області, Україна — 4 червня 1992, Парма, штат Огайо, США) — священник УГКЦ, парох у с. Куровичі Перемишлянського повіту, Лейтробі (Пенсільванія), Вілінгу і Клівленді (США), душпастир у таборах для переміщених осіб у Німеччині (1945-1949).

## Життєпис
Народився 9 жовтня 1906 р. в містечку Олеську (тоді Золочівського повіту). Був найстаршою дитиною численної родини (дев'ятеро дітей) Семена Оришкевича і Кароліни з Денищуків. Один з братів, Олександр, також став священником, згодом був репресований владою СРСР і відбував багаторічне ув'язнення в сталінських таборах.
Початкову 4-класну освіту здобув в Олеській школі за часів Австро-Угорщини і тимчасової окупації Галичини російськими військами. У час незалежної української держави (1918 р.) розпочав навчання в гімназії у Золочеві, а свідоцтво зрілості одержав у філії Державної гімназії у Львові 1927 року. Невдовзі вступив до Духовної семінарії у Львові. Закінчив Богословські студії 1931 року. Як студент гімназії та семінарії був завжди активним у громадсько-культурному житті Олеська, брав участь у постановці п'єс, проведенні концертів.
Ієрейські свячення молодий Іван Оришкевич прийняв 19 грудня 1932 р. з рук Владики Івана Бучка. 
У 1932 р. одружився з Анною Будкою, яка була сиротою по блаженному Луці, рідному братові Никити Будки. Никита Будка — відомий церковний діяч, перший єпископ УГКЦ в Канаді, священномученик. 
Отець Іван працював душпастирем-сотрудником у селах Добромірка, Терпилівка і Пітричі. Відбувши священничу практику як сотрудник, одержав призначення на пароха в село Куровичі Перемишлянського повіту. Тут він пережив першу більшовицьку окупацію, коли його насильно викинули з приходу і засудили за "підбурювання селян". Тут він перейшов також і страхіття німецької окупації, через що покинув село та подався з родиною на захід, спочатку на Лемківщину, згодом у Словаччину. По закінченні війни опинився в Німеччині в таборі для переміщених осіб у Дінґольфінґу (Баварія). Там виконував душпастирські обов'язки. З 1945 р. був душпастирем чотирьох таборів в околиці Ляндгусту.
У 1949 році виїхав до США разом із сином Юрком і дружиною Анною. Був душпастирем греко-католицької церкви в Лейтробі (Пенсильванія). 
З 1957 р. служив парохом при греко-католицькій церкві у Вілінґу (Вірджинія). 
У червні 1965 р. став служити у Богородичній церкві у Клівленді (Огайо), звідки 1 травня 1979 р. з огляду на стан здоров'я вийшов на пенсію. Десять років був капеланом 8-го відділу Пласту. 
У 1971 році на 64-му році життя померла дружина, що стало важким ударом для о. Івана. 
Отець Іван-Діонізій Оришкевич помер 4 червня 1992 р. після довгої недуги на 86-му році життя у Пармі (Огайо).
В Івана Оришкевича в США залишилися син Юрій з дружиною Мирославою, внуки Юрій, Тарас і Мотря.